# Мадоната с Младенеца, Свети мъченик Петър и дарител
„Мадоната с Младенеца, Свети мъченик Петър и дарител“ (на италиански: „Madonna col Bambino, san Pietro martire e un donatore“) е картина на италианския художник Лоренцо Лото от 1503 г. Картината (88 х 55 см) е изложена в Зала 8 на Национален музей „Каподимонте“, Неапол (Италия). Използваната техника е маслени бои върху дърво.
Това е първата сигурна творба на художника, поради наличието на подписа "L. LOTUS P." поставен долу вдясно на креслото на Мадоната.

## История
Датата на изработване на произведението е написана на гърба му (1503 и 20 септември) и въпреки че не е автографът на художника, известен от писма и други документи, е написан с почерк от 16 век и следователно е считан за надежден.
Вероятно изработката на картината е възложена от Бернардо де Роси, тогавашен епископ на Тревизо. Учените смятат, че тя би могла да е нещо като ex voto (т.е. дарена на Бога) за това, че Роси е избегнал атаката срещу него на 29 септември 1503 г., открита и осуетена предварително. Хипотезата на учените е, че олтарът на църквата е бил без картината при нападението. Предполага се, че при бягството си в Парма през 1524 г. епископът е взел и тази картина със себе си, както и друга рисувана от Лоренцо Лото – Портрет на епископ Бернардо де Роси. В Парма картината влиза в Колекция „Фарнезе“, наследена през 1734 г. от Карлос III. Като част от колекцията творбата на Лоренцо Лото пристига в Неапол през 1760 г.

## Описание
Композицията на Светата беседа е типична за венецианската живопис от края на 15 век, свързана с примера на Джовани Белини и Чима да Конеляно. Светата беседа е представяне на Мадоната на трон, заобиколена от светци и понякога в присъствието на дарителя или дарителите на картината. Може да представлява и разговор на доктринални и богословски теми в присъствието на Дева Мария с Младенеца Исус.
Отдясно се вижда Младенецът в скута на Дева Мария, а зад тях традиционната зелена завеса, която е надиплена и подплатена с червено. Отляво има нежен пейзаж от хълмове, бледнеещи в далечината, пресечени от замъци и други признаци на човешко присъствие. Присъствието на Свети мъченик Петър с характерните атрибути като брадвата в черепа и ножа в гърдите, може да се обясни със сходната съдбата на светеца, който загива при засада, и поръчителя на творбата, както и влиянието на Доминиканския орден.
Дева Мария е поставила ръка върху главата на малкия Свети Йоан, към когото Младенецът също отправя жест на благословия. Рентгенографският анализ потвърждава, че под тази фигура първоначално е имало човек, коленичил с кръст в ръка, може би епископът Бернардо де Роси.
Стилът на произведението, който предпочита ярките цветове и острите очертания, в контраст с господстващото влияние на тоналността, препраща към влиянието на Алвизе Виварини, вероятно учител на Лоренцо Лото.